# Jezioro Rakutowskie
Jezioro Rakutowskie – jezioro w Polsce w województwie kujawsko-pomorskim, w powiecie włocławskim, w gminie Kowal, leżące na terenie Kotliny Płockiej.

## Dane morfometryczne
Powierzchnia zwierciadła wody wynosi 300,5 ha.
Zwierciadło wody położone jest na wysokości 72,0 m n.p.m. Średnia głębokość jeziora wynosi 1,1 m, natomiast głębokość maksymalna 2,8 m.
Na podstawie badań przeprowadzonych w 2001 roku wody jeziora zaliczono do II klasy czystości i poza kategorią podatności na degradację.
W latach 1955–67 tereny wokół jeziora zostały zmeliorowane przez Wojewódzki Zarząd Melioracji we Włocławku co spowodowało obniżenie się poziomu wód gruntowych i lustra wody w rzece Rakutówce.
W roku 1994 wody jeziora zaliczono do III klasy czystości.

## Hydronimia
Według urzędowego spisu opracowanego przez Komisję Nazw Miejscowości i Obiektów Fizjograficznych (KNMiOF) nazwa tego jeziora to Jezioro Rakutowskie. W różnych publikacjach i na mapach topograficznych jezioro to występuje pod nazwą Rakutowskie Wielkie.